# Távol Afrikától
A Távol Afrikától (eredeti cím: Out of Africa) egy 1985-ben bemutatott amerikai film Sydney Pollack rendezésében. A történet alapjául Karen Blixen dán írónő Volt egy farmom Afrikában (Den afrikanske Farm) című önéletrajzi könyve szolgált, amelyben az írónő életének Kenyában eltöltött időszakát meséli el. A film története csak részben követi a könyv eseményeit.
A filmben szereplő állatokat Hubert Wells, magyar szakember idomította.

## Cselekmény
|  | Alább a cselekmény részletei következnek! |

Az első világháború kitörése előtt a dán származású, vagyonos Karen Dinesen megállapodik svéd barátjával, a bárói címmel rendelkező, de vagyontalan Bror Blixennel, hogy érdekházasságra lépnek, ami mindkettőjük számára előnyös, hisz ezzel Karen ranghoz, Bror pedig vagyonhoz jut. Terveik közt szerepel egy kelet-afrikai tejgazdaság beindítása. Bror Kelet-Afrikába utazik, ahova hamarosan menyasszonya is követi. Az esküvői ceremóniát követően Karen megtudja, hogy Bror a családja pénzét nem a tervezett tejgazdaságba, hanem kávéültetvénybe fektette, ami, tekintve, hogy a régió viszonyai nem kedveznek a kávétermesztésnek, egy igen kockázatos vállalkozásnak bizonyul. Ráadásul a férfit nem vonzzák a farm körüli teendők, ideje jó részét vadászattal tölti, így a farm igazgatása teljesen Karenre hárul, aki munkája közben megismerkedik a helyi őslakosokkal, a bevándorolt brit telepesekkel és a kalandor Denys Finch Hattonnel. Közben az I. világháború eléri Afrikát is, a háborús teendői miatt így Bror még kevesebb alkalommal jár haza. Közben Karen fülébe jut, hogy férje megcsalja, ráadásul ennek következményeként Karen szifiliszt kap. Orvosa javaslatára hazautazik Dániába, ahol megtudja, hogy a szifilisz következtében nem lehet többé gyermeke. Gyógyulását követően visszatér Afrikába. Tovább folytatja a farm igazgatását és egy iskolát is alapít az őslakos afrikai gyerekek oktatására.  Bror végleg különköltözik. Karen viszonyt kezd Denyssel, aki azonban nem nézi jó szemmel, hogy Karen mindent a tulajdonának tekint a birtokán. Közben Bror bejelenti, hogy el kíván válni feleségétől, hogy egy gazdag nőt elvehessen. A válásba Karen beleegyezik, de terve, hogy ő maga is házasságra lép Denyssel, nem valósul meg. Rá kell döbbennie, hogy Denys olyan, mint maga Afrika; nem lehet birtokolni és betörni. Denys ragaszkodik a függetlenségéhez. Egy, a farmon kitört tűz következményeként az ültetvény elpusztul. Karen eldönti, hogy visszatér Dániába, miután sikerül eladnia bútorait és minden egyéb, tulajdonában lévő luxuscikkét. Bár a birtokán lévő őslakosokat ki akarják telepíteni, Karen ezt megakadályozza. Denys megígéri Karennek, hogy kis repülőjén elviszi Mombasába, hogy onnan utazhasson tovább Európába, de a férfi nem jelenik meg a megbeszélt időre. Bror közli a hírt Karennel, hogy Denys repülőgépe lezuhant. A férfi temetését követően Karen Dániába utazik és soha többé nem tér vissza Afrikába.

## Szereplők
| Szereplő                | Színész               | 1. szinkron (MTV) | 2. szinkron (DVD)   |
| ----------------------- | --------------------- | ----------------- | ------------------- |
| Denys Finch Hatton      | Robert Redford        | Szakácsi Sándor   | Csankó Zoltán       |
| Karen Blixen            | Meryl Streep          | Ráckevei Anna     | Ráckevei Anna       |
| Bror Blixen/Hans Blixen | Klaus Maria Brandauer | Dörner György     | Szakácsi Sándor     |
| Berkeley Cole           | Michael Kitchen       | Schnell Ádám      | Zámbori Soma        |
| Farah                   | Malick Bowens         | Borbély László    | Kálloy Molnár Péter |
| Lord Delamere           | Michael Gough         | Versényi László   | Kajtár Róbert       |
| Felicity                | Suzanna Hamilton      | Szirtes Ági       | Závodszky Noémi     |
| Sir Joseph              | Leslie Phillips       | Kun Vilmos        | N/A                 |

## Díjak és jelölések
Oscar-díjak (1986)
- díj: legjobb film
- díj: legjobb rendező
- díj: legjobb adaptált forgatókönyv
- díj: legjobb operatőr
- díj: legjobb látványtervezés
- díj: legjobb hang
- díj: legjobb eredeti filmzene
- jelölés: legjobb női főszereplő
- jelölés: legjobb férfi mellékszereplő
- jelölés: legjobb jelmeztervezés
- jelölés: legjobb vágás